# روبرت أفيري
روبرت أفيري (بالإنجليزية: Robert Avery)‏ هو راكب الكنو بريطاني، ولد في 4 ديسمبر 1948.

## وصلات خارجية
- روبرت أفيري على موقع أوليمبيديا (الإنجليزية)